# Francisco de Orellana
Francisco de Orellana (Trujillo, Španjolska, 1511. – 1546.) bio je španjolski moreplovac, istraživač i konkvistador. U povijesti je ostao upamćen kao čovjek koji je Europljanima otkrio rijeku Amazonu.  
Zajedno s Franciscom Pizarrom osvojio je carstvo Inka. Također je sudjelovao u ekspediciji pod vodstvom Gonzala Pizarra, guvernera grada Quitoa 1541., kome je bio povjeren zadatak da nađe tzv. Zemlju Cimeta, mitsku zemlju o čijim se bogatstvima pričalo među španjolskim konkvistadorima. Prešli su i planinski vijenac Anda. Pošto rezultata nije bilo, odlučili su napraviti brod i nastaviti rijekom Cocom. Tijekom te ekspedicije izgubili su 140 od 220 Španjolaca i 3 000 Indijanaca od ukupno 4.000 koji su pošli na put. Orellana je 22. veljače 1542. nastavio put s 50 ljudi uz rijeku u potrazi za hranom. Gonzalo Pizarro se u međuvremenu vratio u Quito sa samo 80 Španjolaca koji su preživjeli. Orellana je nastavio put i nakon 7 mjeseci plovidbe i pređenih 4 800 kilometara rijekama Napom, Trinidadom, Negrom i Amazonom, stigao do ušća Amazone 26. kolovoza 1542., odakle je nastavio za Venezuelu.
Rijeka je dobila ime Amazona po jednom događaju koji se odigrao na putovanju. Orellana je zapisao da su ekspediciju napale surove žene, slične amazonkama iz grčke mitologije, ali vjerojatno su bili u pitanju Indijanci s dugačkom kosom.
Kasnije se vratio u Europu, prvo Portugal, kojem su pripale novootkrivene zemlje a onda u rodnu Španjolsku. Poduzeo je još nekoliko ekspedicija na Amazonu. Umro je od otrovne strijele karipskih Indijanaca na jednoj od ekspedicija.
Indijanci iz tropske Amerike koristili su boju dobivenu od biljke Bixa orellana za slikanje kože i bojenje kose. Takvu skupinu Indijanaca naslikao je Francisco de Orellana 1541., na svojem putovanju kroz Južnu Ameriku, a biljka je kasnije nazvana po njemu.